# ITF Dobritsch
Das ITF Dobritsch (offiziell: Izida Cup) ist ein Tennisturnier des ITF Women’s Circuit, das in Dobritsch ausgetragen wird.

## Siegerliste

### Einzel
| Jahr                    | Siegerin                 | Finalgegnerin          | Ergebnis          |
| ----------------------- | ------------------------ | ---------------------- | ----------------- |
| ↓ Kategorie: $100.000 ↓ |                          |                        |                   |
| 2009                    | Simona-Iulia Matei       | Dia Ewtimowa           | 6:2, 6:3          |
| 2010                    | Danka Kovinić            | Isabella Schinikowa    | 6:4, 6:3          |
| ↓ Kategorie: $25.000 ↓  |                          |                        |                   |
| 2011                    | Eliza Kostowa            | Elena Bogdan           | 7:66, 6:2         |
| 2012                    | Anne Schäfer             | Angelique van der Meet | 6:2, 6:2          |
| 2013                    | Patricia Mayr-Achleitner | Cristina Dinu          | 6:1, 6:2          |
| 2014                    | Jewgenija Rodina         | Andreea Mitu           | 3:6, 7:5, 6:3     |
| 2015                    | Tamara Zidanšek          | Polina Leikina         | 6:3, 6:2          |
| 2016                    | Kathinka von Deichmann   | Isabella Schinikowa    | 6:0, 6:3          |
| 2017                    | nicht ausgetragen        | nicht ausgetragen      | nicht ausgetragen |
| 2018                    | Caroline Werner          | Giulia Gatto-Monticone | 6:4, 3:6, 7:5     |

### Doppel
| Jahr                   | Siegerinnen                                | Finalgegnerinnen                             | Ergebnis           |
| ---------------------- | ------------------------------------------ | -------------------------------------------- | ------------------ |
| ↓ Kategorie: $10.000 ↓ |                                            |                                              |                    |
| 2009                   | Diana Marcu Simona-Iulia Matei             | Huliya Velieva Lyutfya Velieva               | 7:5, 4:6, [10:5]   |
| 2010                   | Camelia-Elena Hristea Ionela-Andreea Iiova | Huliya Velieva Lyutfya Velieva               | 6:0, 2:6, [10:6]   |
| ↓ Kategorie: $25.000 ↓ |                                            |                                              |                    |
| 2011                   | Diana Marcu Andreea Mitu                   | Laura-Ioana Andrei Cristina Dinu             | 4:6, 6:3, [10:6]   |
| 2012                   | Katarzyna Piter Barbara Sobaskiewicz       | Lisa Sabino Anne Schäfer                     | 6:2, 7:5           |
| 2013                   | Xenia Knoll Teodora Mirčić                 | Isabella Schinikowa Dalija Safirowa          | 7:5, 7:65          |
| 2014                   | Irina Maria Bara Andreea Mitu              | Réka-Luca Jani Isabella Schinikowa           | 7:5, 7:65          |
| 2015                   | Sopia Schapatawa Anastasija Wassyljewa     | Eliza Kostowa Kateřina Kramperová            | 6:2, 6:0           |
| 2016                   | Lina Gjorcheska Isabella Schinikowa        | Laura Schäder Melanie Stokke                 | 6:713, 6:2, [10:6] |
| 2017                   | nicht ausgetragen                          | nicht ausgetragen                            | nicht ausgetragen  |
| 2018                   | Cristina Dinu Aymet Uzcátegui              | Jaqueline Adina Cristian Elena-Gabriela Ruse | 7:6, 6:2           |

## Quelle
- ITF Homepage